# Jaakko Hintikka
Jaakko Hintikka (ur. 12 stycznia 1929 w Vantaa, zm. 12 sierpnia 2015 w Porvoo) – fiński logik i filozof, profesor Uniwersytetu w Bostonie. Jeden z twórców interrogacyjnego modelu nauki oraz semantyki możliwoświatowej. Jako autor lub współautor 30 książek i 300 artykułów naukowych wniósł wkład do takich dziedzin, jak logika matematyczna, logika filozoficzna, filozofia matematyki, epistemologia, filozofia języka i filozofia nauki. W 1995 został doktorem honoris causa Uniwersytetu Jagiellońskiego. 
Uznaje się go za wynalazcę logiki epistemicznej i semantyki teoriogrowej dla logiki. W ostatnich latach pracował głównie nad semantyką teoriogrową i IF-logic (ang. independence friendly logic: logika przyjazna wobec niezależności), z charakterystycznymi kwantyfikatorami rozgałęzionymi które, jak wierzy, lepiej oddają naszą intuicję językową związaną z kwantyfikatorami, niż klasyczna logika pierwszego rzędu.
Zmarł 12 sierpnia 2015 w szpitalu w Porvoo po krótkiej chorobie.